# Joëlle Mogensen

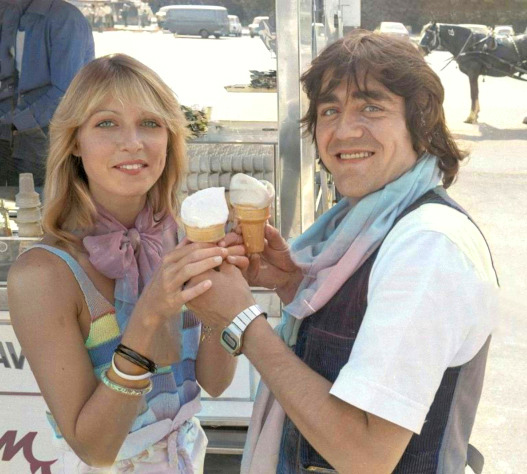
Joëlle Mogensen

Joëlle Mogensen (Long Island, 3 februari 1953 - Parijs, 15 mei 1982) was zangeres en van 1971 tot 1979 het gezicht van de succesvolle Franse popgroep 'Il était une fois'. In 1979 begon ze een solocarrière.
Mogensen was de dochter van een Deense UNICEF-diplomaat en een Frans-Vietnamese moeder geboren in Syrië. Ze had drie zussen: Dominica (1954), Natasia (1957) en Katia (1962).
Tot haar zevende woonde ze in de VS en tot haar zestiende in Kopenhagen, waar ze studeerde op een religieuze school en in een volleybalteam speelde. Op haar vijftiende werd ze een koorzangeres voor de Deense nationale radio.
In 1969 volgde ze haar ouders naar Frankrijk en ging ze studeren aan de kunstacademie in Marseille. In datzelfde jaar ontmoette ze op het terras van een café in de haven van Saint-Tropez de muzikanten Serge Koolenn en Richard Dewitte. Tussen haar en Serge was het liefde op het eerste gezicht. Samen creëerden ze in november 1971, de groep Il était une fois.
Mogensen was het icoon van de groep. Alle ogen waren op haar gericht, waardoor de andere groepsleden in haar schaduw stonden. In 1979 werd de band opgeheven (Mogensen en Serge Koolenn waren toen zes maanden gescheiden).
Op 14 mei 1982 bracht ze op 29-jarige leeftijd de nacht door met vrienden op de tweede verdieping van een appartementencomplex in Parijs. De volgende ochtend werd de zangeres dood gevonden. Op basis van de autopsie denkt men dat de doodsoorzaak longoedeem is, vermoedelijk veroorzaakt door of een overdosis heroïne, of door een hartafwijking in combinatie met een verwaarloosde bronchitis.
Ze ligt begraven in Montparnasse in het familiegraf van haar moeder, de familie Taupinot. Op de gedenksteen staan onder haar portret de woorden "Wees blij in de tuin van herinnering - 1982".
- Bibliothèque nationale de France: cb148210838 (data)
- Gemeinsame Normdatei: 123396077
- International Standard Name Identifier: 0000 0000 7143 3250
- MusicBrainz: a22493c5-6953-4d0b-a76d-70f00207ee9a
- Virtual International Authority File: 47027334
- WorldCat: E39PBJwhymVc8V3ppX9gqprcyd